# Юровичи (Полоцкий район)
Ю́ровичи (бел. Ю́равічы) — деревня в Полоцком районе Витебской области Белоруссии. В составе Полотовского сельсовета.

## География
Расположена в 15 км северо-восточнее Полоцка, на автомобильной дороге Н3201 Полоцк—Владимировка.

## Климат
Климат здесь умеренный, с теплым летом и мягкой зимой. Ветер летом северо-западный, зимой южный или юго-западный, зимой часто проходят циклоны и стоит сырая погода.

## История

### В составе Российской империи
Впервые упоминается в 1527 году как деревня центр имения Глебовичей. Упоминается в Полоцкой ревизии 1552 года. В 1840-х годах была построена придорожная корчма. В 1886 году в деревне находилось волостное правление Юровичской волости Полоцкого уезда. Деревня состояла из 9 дворов. Работала школа и действовал церковный приход. Проводились 2 ярмарки: 15 августа и 8 сентября. Ярмарки проводились дважды в год: 15 августа и 8 сентября. Работало училище Министерства народного просвещения и винная лавка.
В 1914 году построена православная церковь Рождества Пресвятой Богородицы.

### Советский период
После заключения Брестского мира 1918 года деревня оказалась на территории, подконтрольной германским войскам. В 1921 году работало почтовое отделение. С 1922 года вновь центр Юровичской волости Полоцкого уезда. В 1923 году деревня состояла из 28 дворов. С 21 августа 1925 года — центр Юровичского сельсовета Полоцкого района Полоцкого округа. В 1929 году создан сельскохозяйственный артель «Октябрь». В 1940 году деревня состояла из 120 дворов.
Во время немецкой оккупации (1941 — 1944) в деревне находился гарнизон. В апреле 1943 году советскими партизанами из 3-й Белорусской бригады был взорван мост через реку Полота.

В 1944 году колхоз «Октябрь» возобновил свою работу. С 16 июля 1954 года деревня в составе Полотовского сельсовета. 18 июля 1959 года колхоз был переименован в «Красный Октябрь» Захарничского сельсовета. В 1946 году деревня состояла из 50 дворов. С 20 мая 1960 года в составе Громовского сельсовета. С 8 марта 1960 года в составе совхоза «Тросница», с 1 января 1964 года — совхоза имени Жижова. С 17 июля 1964 года — центр восстановленного Юровичского сельсовета. В 1968 году деревня состояла из 95 домохозяйств. В 1979 году деревня состояла из 108 дворов.

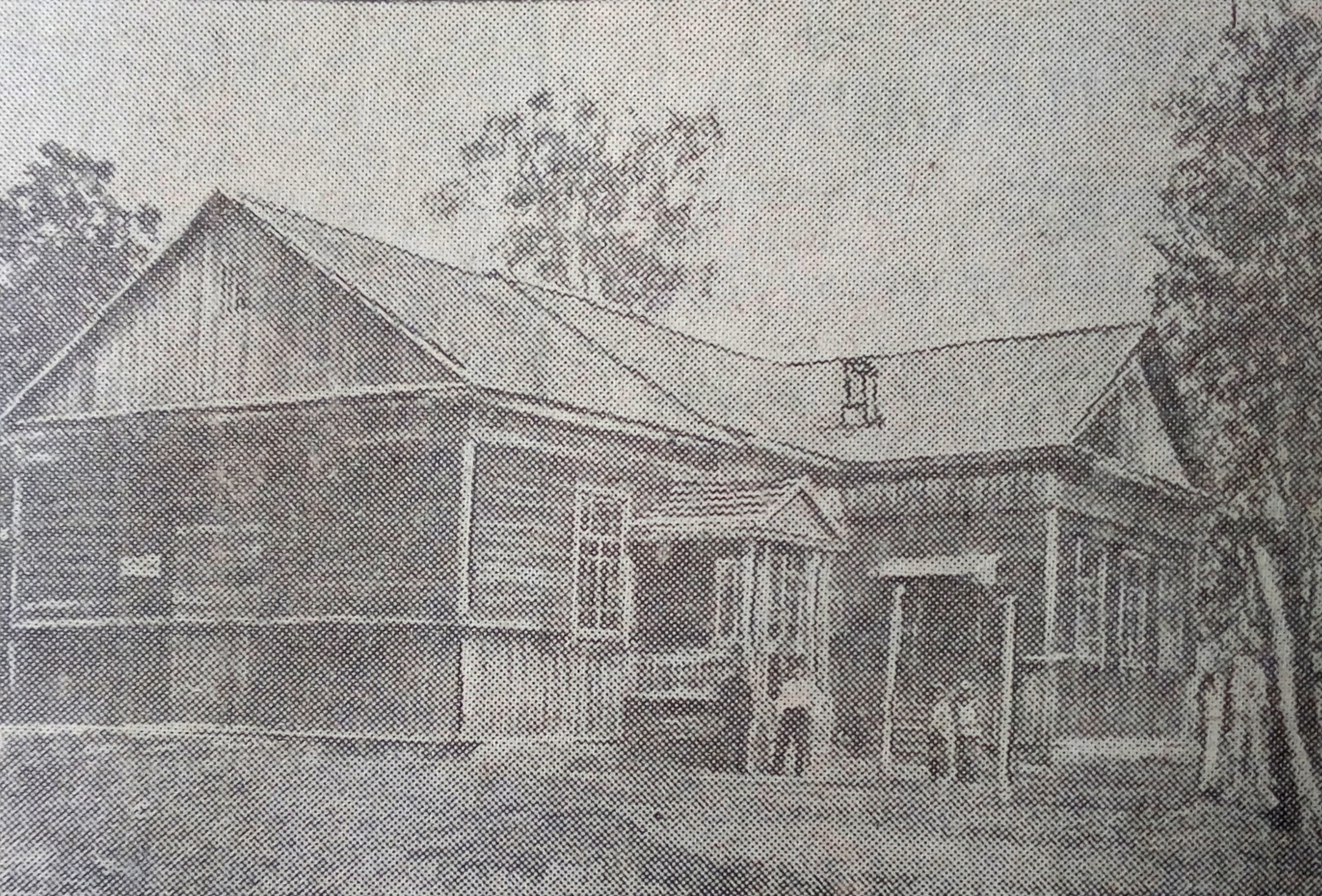
Церковь, 1939
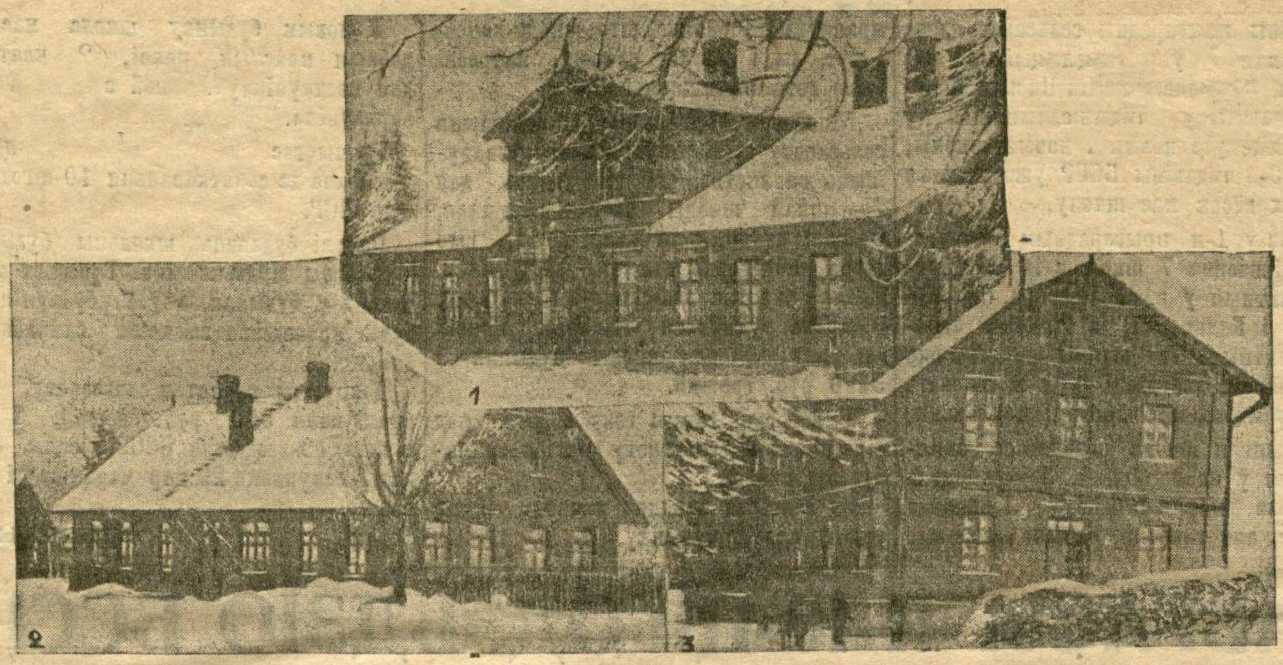
Усадьба, 1928

### Современный период
В 1999 году деревня состояла из 48 домохозяйств.
21 июня 2000 года центр Юровичского сельсовета перенесен в деревню Захарничи.
10 октября 2013 года после упразднения Юровичского сельсовета Юровичи вошли в состав Полотовского сельсовета.

## Население
- XIX век
  - 1886 год — 101 житель, 9 дворов
- XX век
  - 1923 год — 156 жителей, 28 дворов
  - 1940 год — 470 жителей, 120 дворов
  - 1946 год — 298 жителей, 50 дворов
  - 1968 год — 272 жителя, 95 дворов
  - 1979 год — 442 жителя, 108 дворов
  - 1999 год — 98 жителей,48 дворов (перепись населения)
- XXI век
  - 2009 год — 75 жителей (перепись населения)

## Инфраструктура
В деревне работает неполная средняя школа, магазин, отделение связи РУП «Белпочты» и Юровичское лесничество.

## Достопримечательности
- Часовня-памятник
- Памятник священнику
- Крест на месте церкви
- Памятник жертвам Холокоста (открыт в 2009 году)

### Утраченное наследие
- Церковь

## Галерея

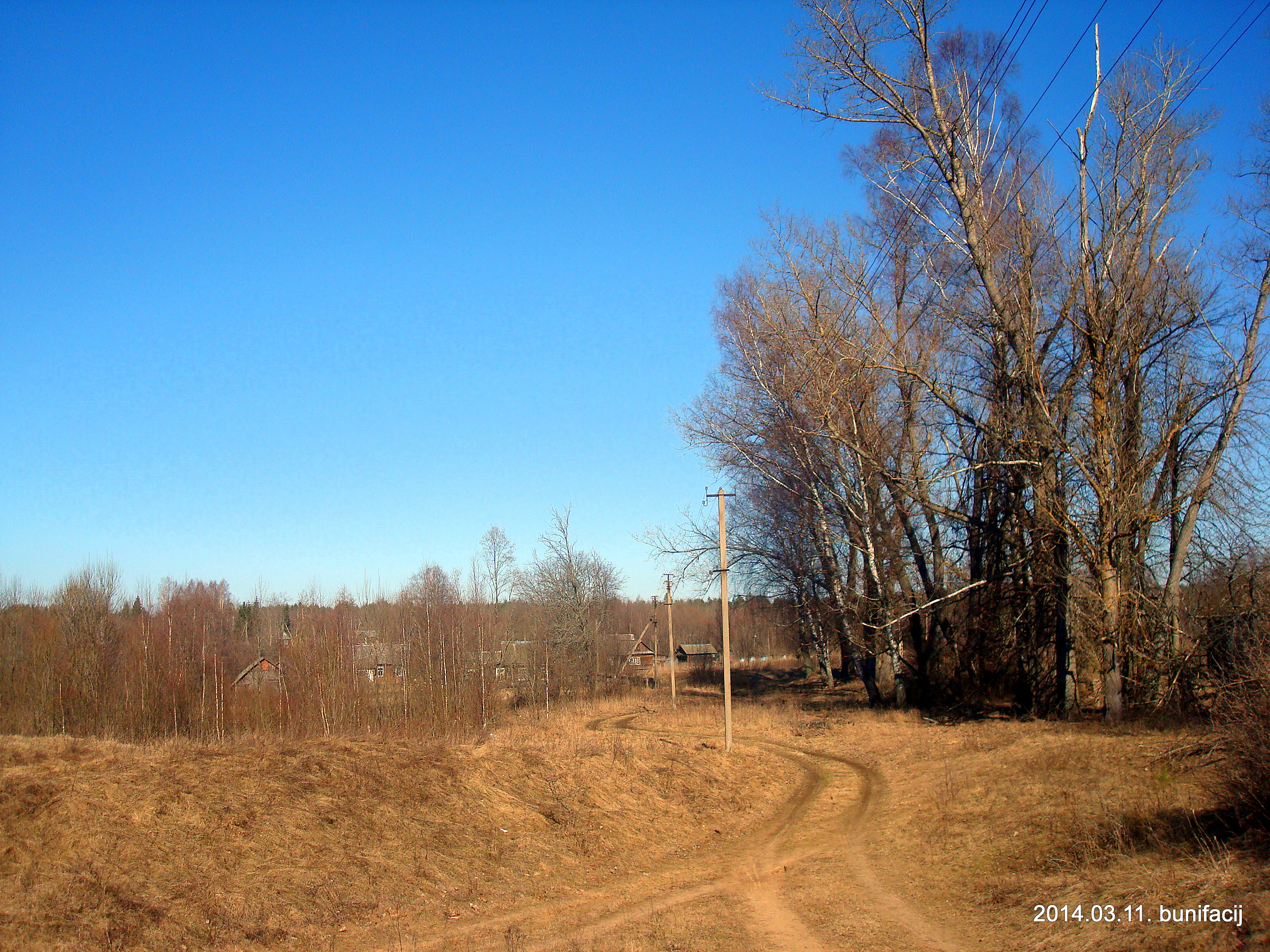
Панорама
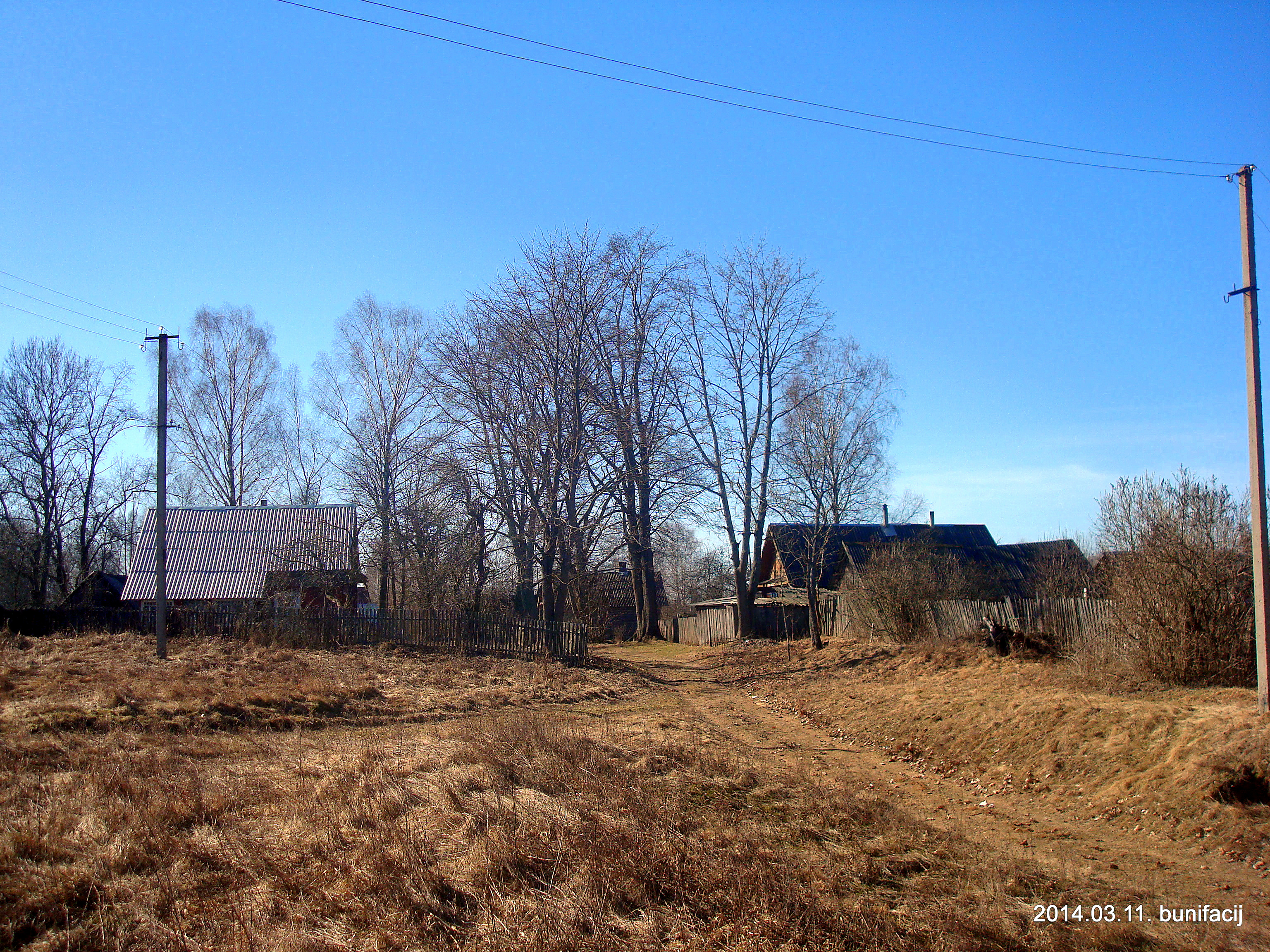
Панорама
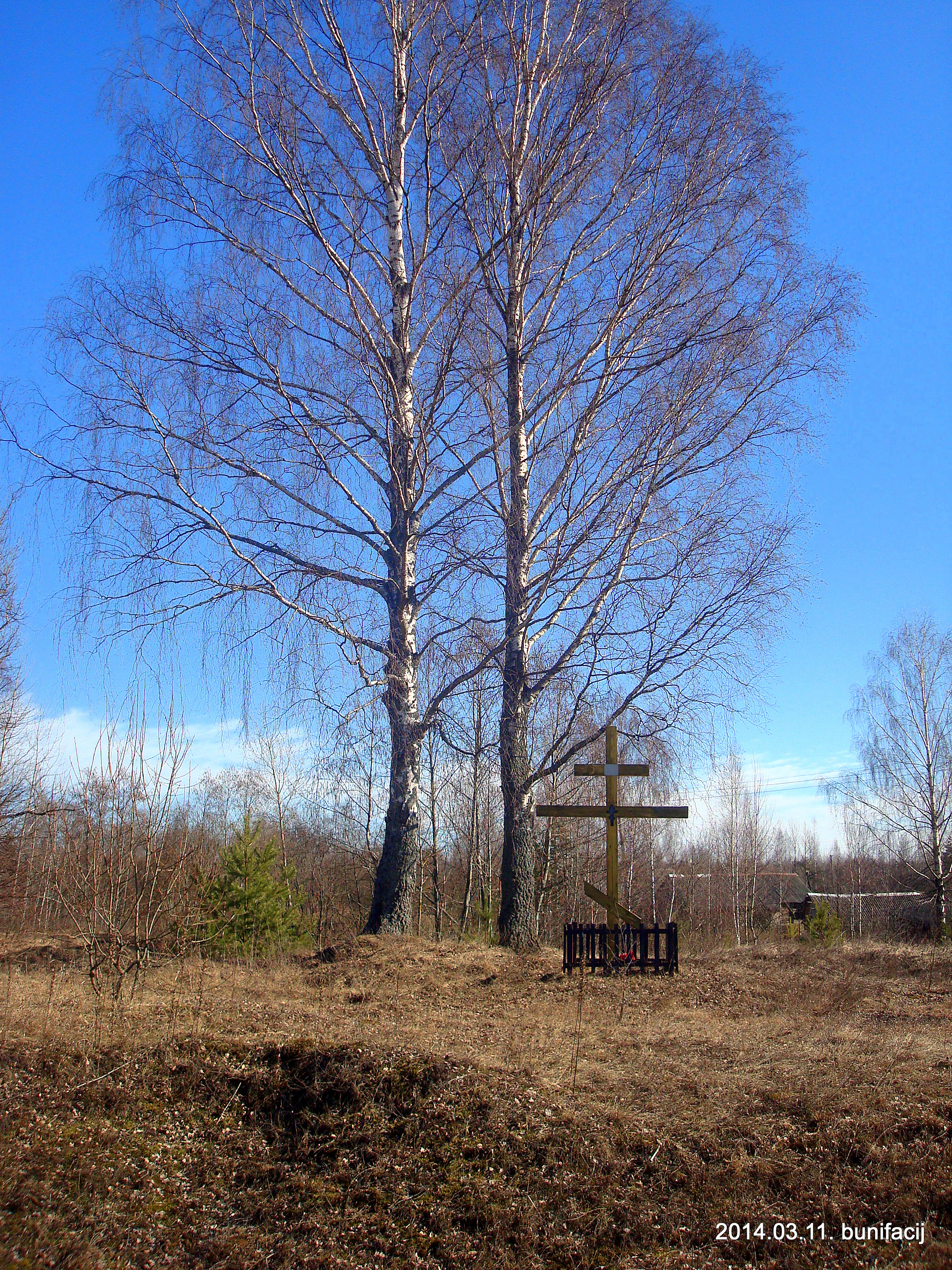
Место, где стояла церковь
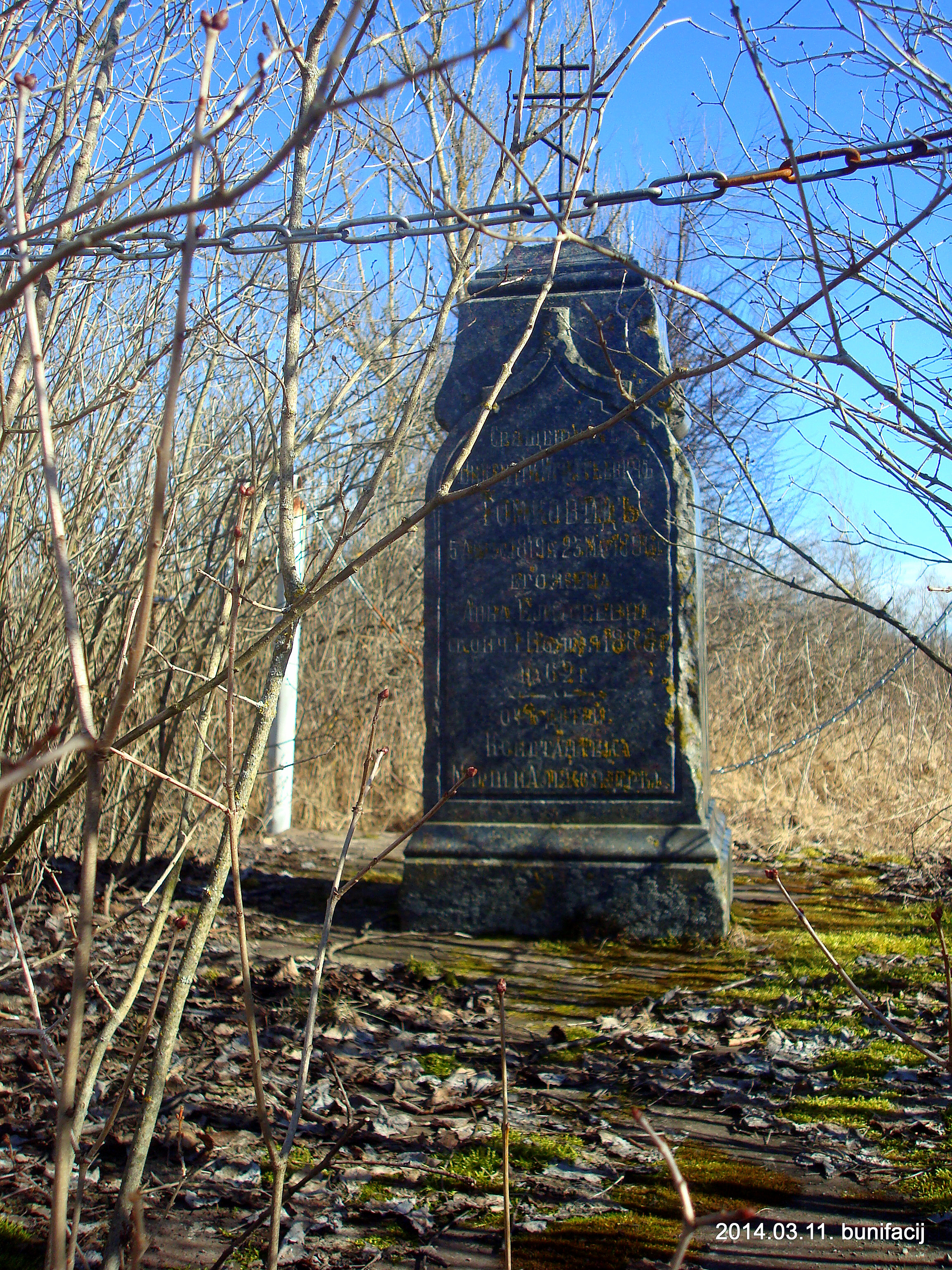
Памятник священнику около церкви
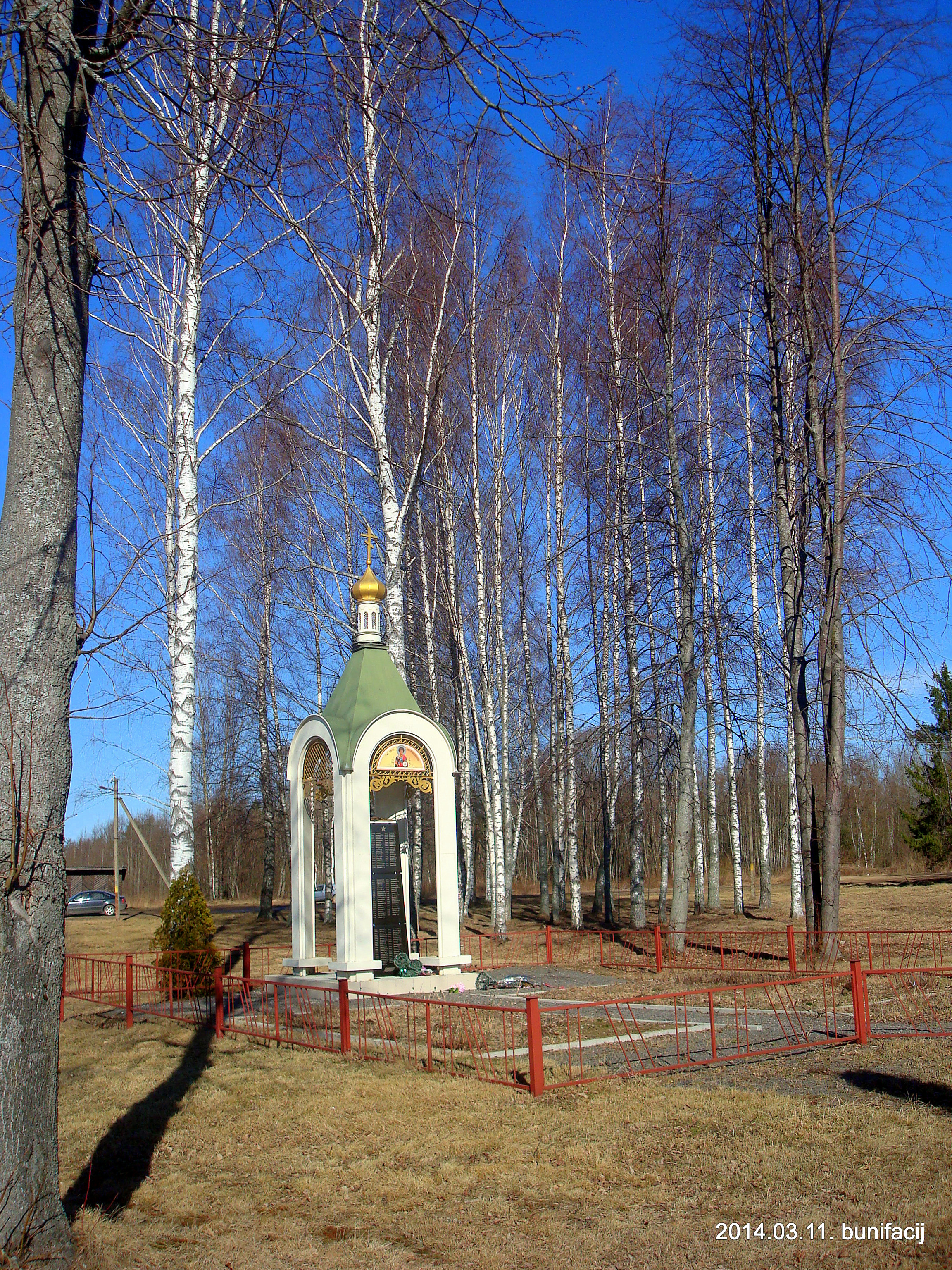
Часовня-памятник
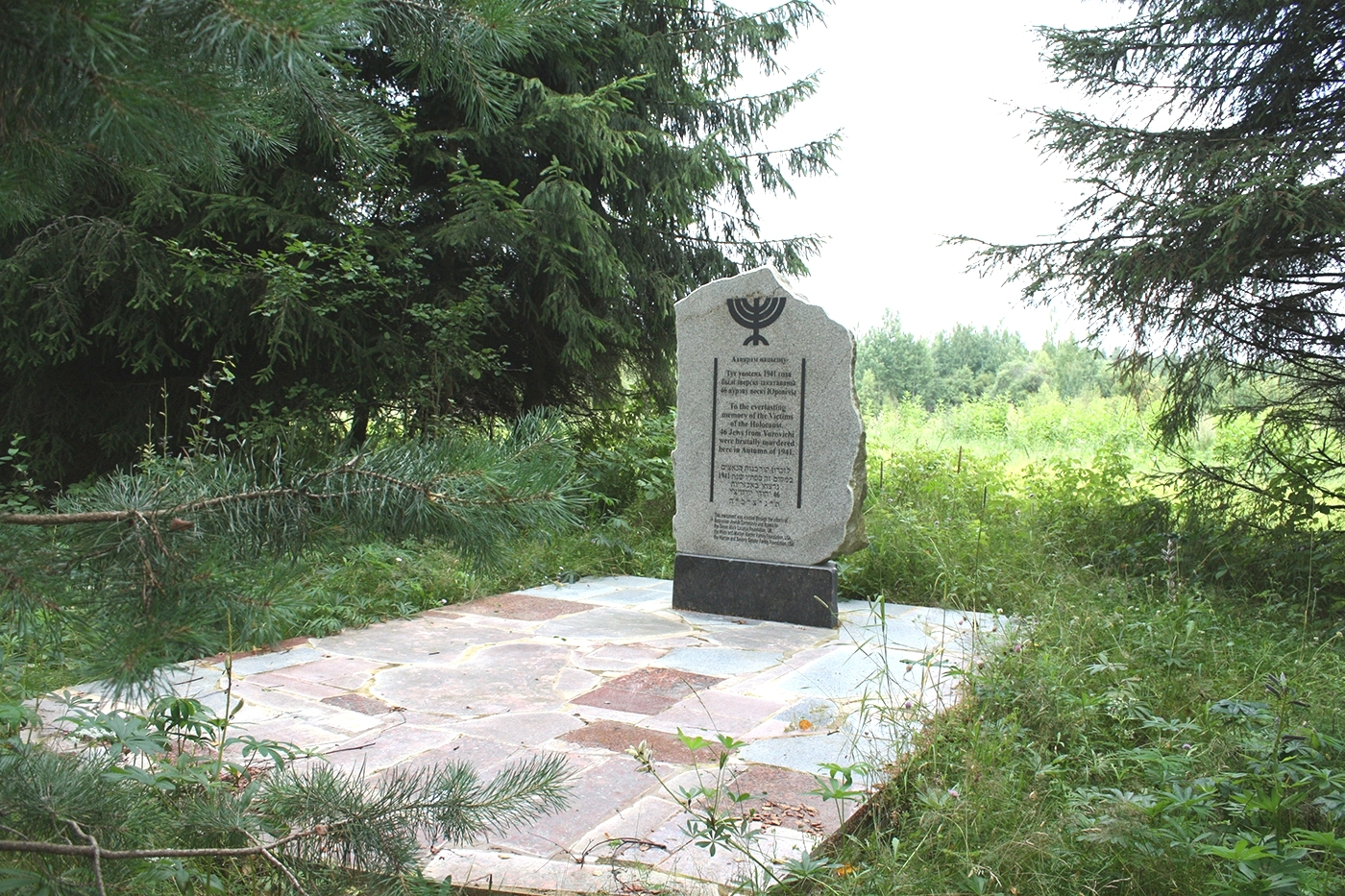
Памятник жертвам Холокоста